# Tropidozineus cinctulus
Tropidozineus cinctulus là một loài bọ cánh cứng trong họ Cerambycidae.